# Ramesh Shotham

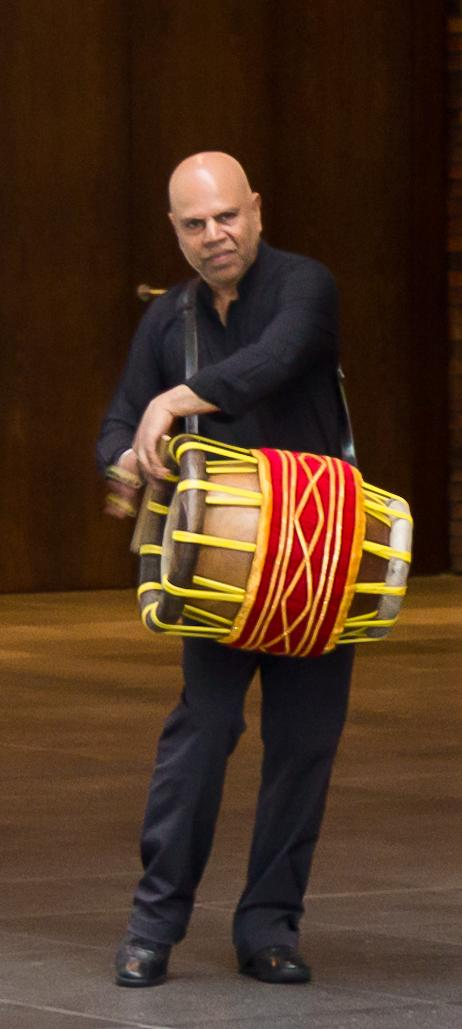
Ramesh Shotham spielt 2012 bei einer Probe von Anita Ratnam zu A Million SITA’s im Rahmen des Festivals Ramayana in Performance im Foyer des Rautenstrauch-Joest-Museums

Ramesh Shotham (* 7. Mai 1948 in Madras) ist ein indischer Perkussionist und Schlagzeuger des World- und Fusionjazz.

## Leben und Wirken
Shotham begann nach einem Zoologiestudium seine Karriere als Schlagzeuger der indischen Rockband Human Bondage. Mitte der 1970er Jahre studierte er in Madras die Tavil, eine in Südindien und Sri Lanka verbreitete Tempelmusik-Trommel und später am Karnataka College of Percussion unter Leitung des Meisters T. A. S. Mani die klassischen Schlaginstrumente Ghatam, Mridangam, Kanjira und Morsing. Ende der 70er Jahre lernte Shotham die deutschen Ethno-Pioniere Embryo kennen und arbeitete mit Louis Banks. 1980 kam er mit der Indo-Jazz-Fusion-Band Jazz Yatra Septet für eine dreimonatige Tournee nach Europa, die dort das Album Sangam aufnahm.
1984 wurde er Artist in Residence im Iwalewa-Haus der Universität Bayreuth, 1986 Gastlehrer am Konservatorium von Rotterdam. Zwischen 1990 und 1993 nahm er als Perkussionist an drei vom Goethe-Institut organisierten Tourneen teil. Er nahm an zahlreichen Festivals wie dem Berlin Jazz Festival, dem North Sea Jazz Festival, dem Umbria Jazz Festival, dem Montreal Jazz Festival, dem Festival of Perth und dem Buk Festival Korea teil und arbeitete mit Musikern wie Chris Hinze, Steve Coleman, Rabih Abou-Khalil, Károly Binder, Jonas Hellborg, Steve Swallow, Charlie Mariano und ab 2009 mit dem Kölner Pianisten Jarry Singla. Seit 1995 ist er Mitglied von Sigi Schwabs Percussion Project und dem Duo Mandala mit Sigi Schwab. Er arbeitete mit dem Bundesjazzorchester und gründete Formationen wie Bhavani (mit Mariano, Ara Dinkjian und Arto Tunçboyacıyan) und Madras Special (mit Zoltán Lantos, Violine, Christian Zürner, Bass, Mike Herting, Piano und Sandhya Sanjana, Gesang), mit denen er eigene Kompositionen spielte.
1997 trat er in Carla Bleys Aufführung von Escalator over the Hill auf der MusikTriennale Köln auf, 1998 mit Steve Coleman in Indien, später bei einem Weltmusik-Festival mit dem Oudspieler Mohammed Zinelabidin in Tunesien. Er wirkte auch in dem Film Heartbeat of the Continents von Manfred Waffender mit, in dem verschiedene Trommelstile vorgestellt werden.
Zwischen 2001 und 2004 unternahm er mit seiner Gruppe Madras Special Tourneen durch Holland, Luxemburg, die Schweiz, Österreich, Ungarn und Großbritannien. Er tourte weiterhin mit dem Quartett des Karnataka College of Percussion. 2006 spielte er mit dem Gitarristen Peter Autschbach und dessen Band Terminal A das Album „Transcontinental“ ein. Gegenwärtig arbeitet er mit der WDR Big Band Köln, mit Jarry Singlas Mumbai Project und mit Wolfgang Niedecken. Ihm wurde der WDR-Jazzpreis 2018 in der Kategorie Musikkulturen zuerkannt.